# 불도저

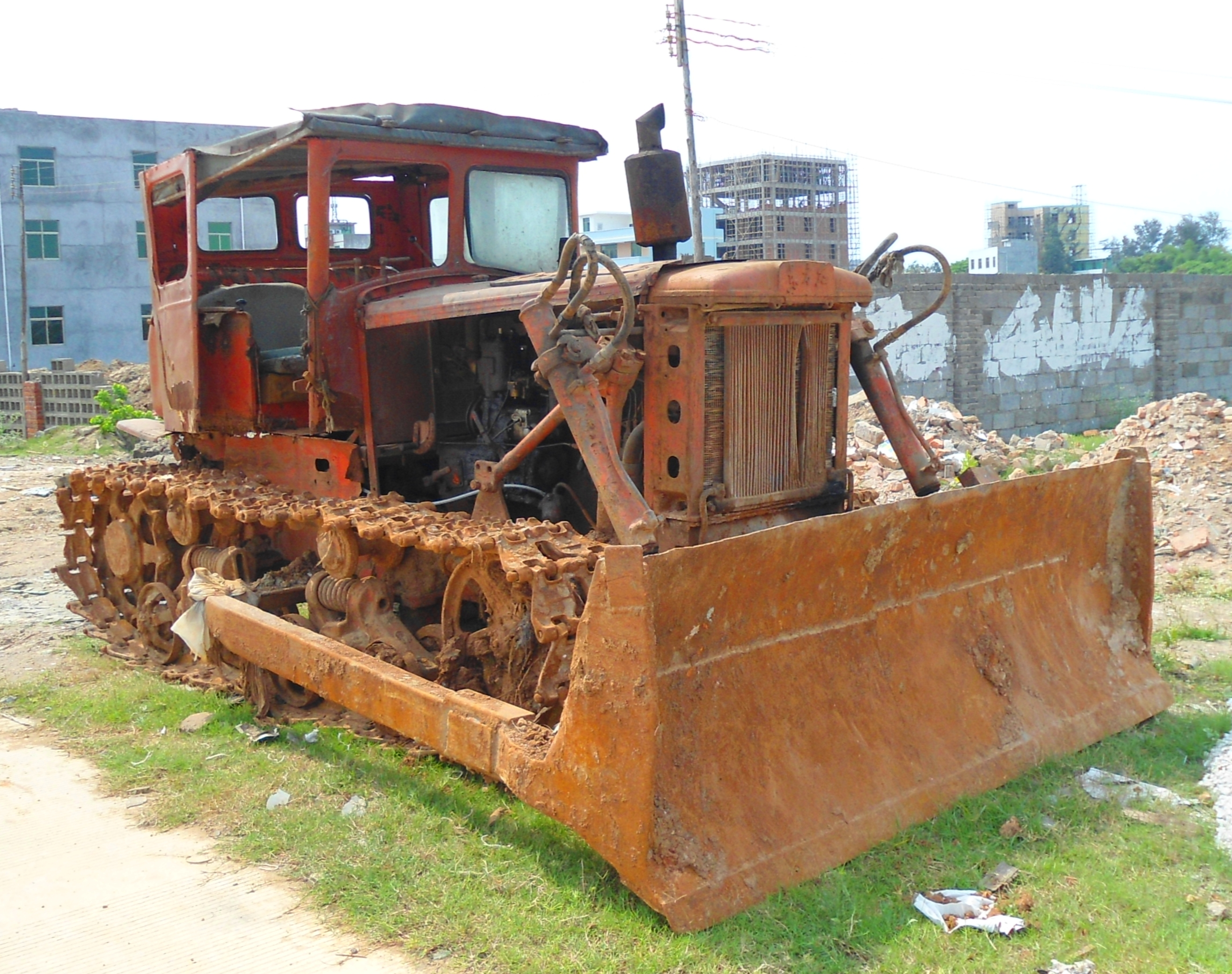

불도저(영어: bulldozer 또는 dozer, 문화어: 불도젤)는 많은 양의 흙, 모래, 자갈 등을 밀어내어 공사에 쓰이는, 금속 날이 장착된 무한궤도 트랙터이다. 또, 뭉쳐있는 빽빽한 물질을 부드럽게 하기 위한 발톱같이 생긴 톱이 달려 있는 것이 보통이다. 불도저라는 용어는 건설 장비에 자주 쓰였으나 정확히 말해서 이 용어는 도저 블레이드 트랙터에 국한된다.
배토판이 트랙터에 대해서 비스듬하게 부착된 것을 앵글 도저라고 하는데, 경사진 방향으로 배토하는 데 사용된다.
현재 자체 무게가 1t 정도의 작은 것으로부터 30t 이상의 대형까지 각종 기계가 만들어지고 있다.

## 특징 및 쓰임새
무한궤도식 트랙터의 앞쪽에 블레이드(blade)라고 불리는 배토판(排土板)을 부착시키고 이것을 유압 또는 케이블(강삭)로 위·아래를 조절하고 스스로 움직이면서 흙을 굴착하고, 동시에 흙을 밀어 내어 지면을 고른다.

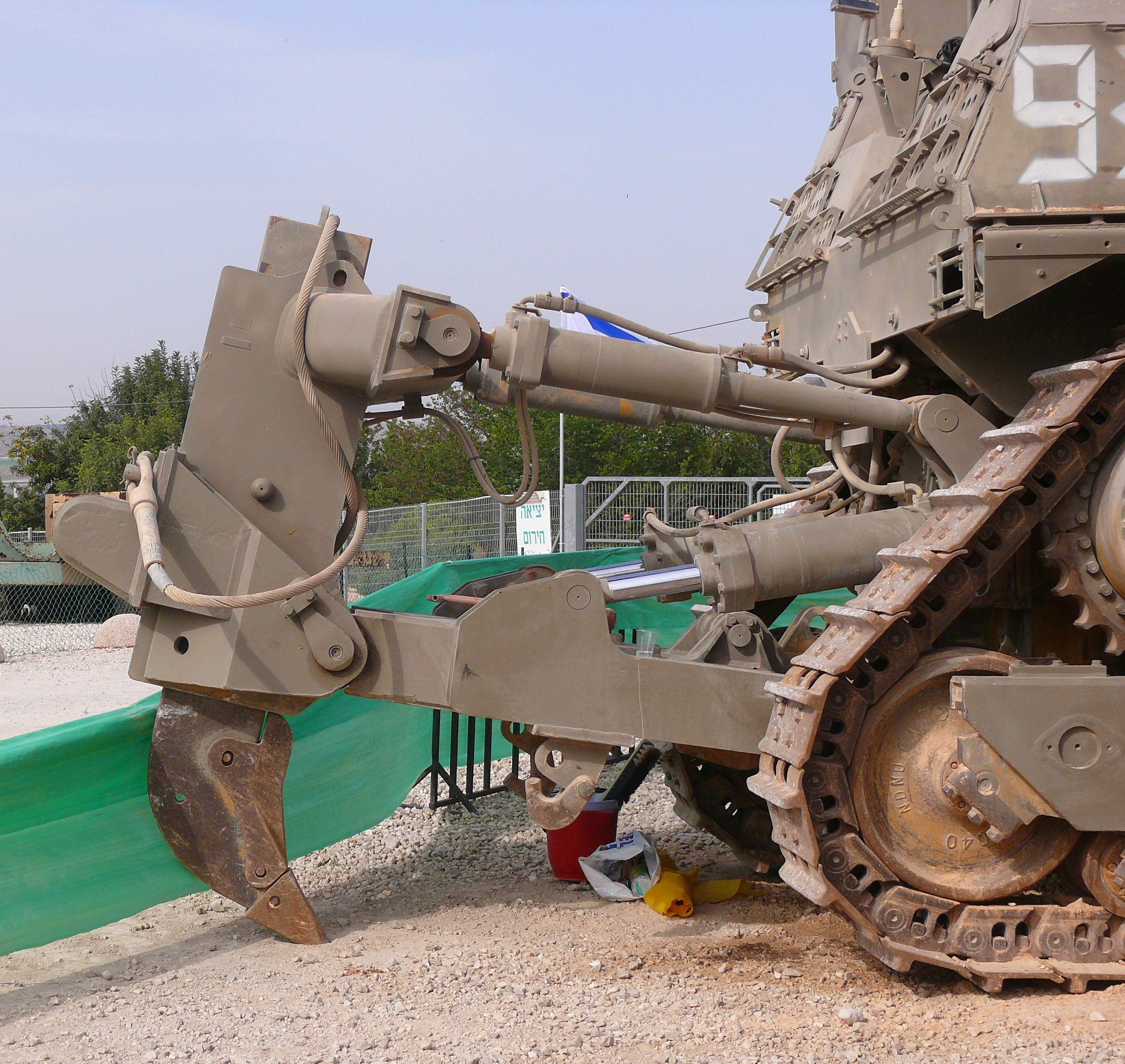
불도저 뒷면에 장착된 리퍼(ripper)

굴착할 수 있는 깊이는 수십cm, 흙을 나르는 거리는 30~50m 정도에 불과하지만, 굴착력이 크고 지반에 요철이 있거나 산악지형 등 급경사면에서도 작업할 수가 있다. 토목공사에는 없어서는 안 되는 건설기계로 널리 사용되고 있다. 또, 트랙터로 다른 건설기계를 견인하거나, 각종 부속장치를 부착시켜서 화약을 쓰지 않고 중경암(中硬岩)을 굴착하며, 큰 암석이나 도랑을 파는 일, 도목(倒木)·발근(拔根)·포장(鋪裝) 파쇄 등의 작업을 한다. 부착하는 장치에는 대표적으로 리퍼(ripper)가 있다. 리퍼는 쟁기같이 생겼으며 리퍼를 이용하여 암석을 파쇄하는 작업을 한다.
불도저는 대형 공사 지역, 탄광 지역, 채석장, 군사 기지, 중공업 공장, 대형 정부 및 공공 토목 프로젝트에서 볼 수 있다.

## 주요 제조사
- 캐터필러(Caterpillar)
- 고마쓰 제작소(小松製作所)
- 디벨론

## 같이 보기
- 토목 공학
- 트랙터